# Vasile Alecsandri (okręg Tulcza)
Vasile Alecsandri – wieś w Rumunii, w okręgu Tulcza, w gminie Stejaru. W 2011 roku liczyła 533 mieszkańców.